# Piękna i Bestia (film 1992)
Piękna i Bestia (ang. Beauty and the Beast) – brytyjski film animowany z 1992 roku w reżyserii Timothy'ego Fordera oparty na podstawie francuskiej baśni ludowej o tej samej nazwie.

## Obsada (głosy)
- Kellie Bright jako Piękna
- Jason Connery jako Bestia

## Wersja polska
Źródło:
VHS
Film został wydany na kasecie VHS w wersji z angielskim dubbingiem i polskim lektorem.
- dystrybutor: Vision
- lektor: Maciej Gudowski